# Richard Bach
Richard David Bach, född 23 juni 1936 i Oak Park, Illinois, är en amerikansk pilot och författare.

## Biografi
Richard Bach hävdar att han är ättling på raka fädernet till kompositören Johann Sebastian Bach, varav hans efternamn. Han var på 1950-talet pilot i amerikanska flygvapnet, och var därefter medarbetare vid tidskriften Flying, med fler facktidskrifter.
Han debuterade 1963 som författare med Stranger to the Ground, och skrev därefter några böcker om flygning. 
Bachs mest berömda bok är Måsen: Berättelsen om Jonathan Livingston Seagull, som till det yttre handlar om en mås som vill tänja sina gränser och utmana sina begränsningar om flygning. Den brukar tolkas som en andlig och mental allegori. Uppslaget fick Bach när han på 1950-talet fick höra namnet Jonathan Livingston Seagull som från ovan, och han började sedan fantisera om en mås som flög. Det resulterade i den första delen av boken. Berättelsen var till en början svår att få publicerad. Men när ett förlag väl gav den chansen 1970, blev det en av de största säljframgångarna under 1900-talet, med en miljon exemplar sålda bara första året.
Boken Illusioner tar konceptet från Måsen ett ytterligare steg mot det andliga (den handlar om ett inre resonemang) samtidigt som det till innehållsformatet är en vanlig roman det vill säga har en fiktiv handling (dock byggd på Bachs eget liv som uppvisningspilot) som berättas kronologiskt. Den handlar konkret om en Messiasgestalt som kommer till jorden och undervisar en mekaniker. Berättelsen utspelas i samtiden. Enligt samma motivering är den senare boken Bron mellan då och sedan en ytterligare resa inåt, dock har denna en helt ny handling eftersom den till ytan är en kärleksroman. Med boken Ett fullbordas trilogin om andliga upplevelser eftersom den introducerar alternativa verkligheter. 
Richard Bach har varit gift tre gånger. Första hustrun, Bette Bach Fineman, är pilot och författare. Tillsammans har de sex barn. De skildes, och han gifte om sig med skådespelerskan Leslie Parrish som tillsammans med Bach själv är de två huvudpersonerna i böckerna Bron mellan då och sedan och Ett. Numera är han gift med Sabryna Nelson-Alexopoulos.

### Böcker utgivna på svenska
- Måsen: Berättelsen om Jonathan Livingston Seagull (1973) ISBN 91-1-733022-X
- Illusioner (1978) ISBN 91-1-782302-1
- Bron mellan då och sedan: en berättelse om kärlek (1986) ISBN 91-37-09077-1
- Ett (1992) ISBN 91-7024-827-3

### Böcker på originalspråk
- Stranger to the Ground (1963) Dell reprint (1990), ISBN 0-440-20658-8
- Biplane (1966) Dell Reprint (1990), ISBN 0-440-20657-X
- Nothing by Chance (1969) Dell Reprint 1990, ISBN 0-440-20656-1
- Jonathan Livingston Seagull (1970) Macmillan, ISBN 0-380-01286-3
- A Gift of Wings (1974) Dell Reissue (1989), ISBN 0-440-20432-1
- There's No Such Place As Far Away (1976) Delta (1998), ISBN 0-385-31927-4
- Illusions: The Adventures of a Reluctant Messiah (1977), ISBN 0-385-28501-9
- The Bridge Across Forever: A Love Story (1984) Dell Reissue (1989), ISBN 0-440-10826-8
- One (1988) Dell Reissue 1989, ISBN 0-440-20562-X
- Running from Safety (1995) Delta, ISBN 0-385-31528-7
- Out of My Mind (2000) Delta, ISBN 0-385-33490-7
- The Ferret Chronicles (five novellas):
  - Air Ferrets Aloft (2002) Scribner, ISBN 0-7432-2753-0
  - Rescue Ferrets at Sea (2002) Scribner, ISBN 0-7432-2750-6
  - Writer Ferrets: Chasing the Muse (2002) Scribner, ISBN 0-7432-2754-9
  - Rancher Ferrets on the Range (2003) Scribner, ISBN 0-7432-2755-7
  - The Last War: Detective Ferrets and the Case of the Golden Deed (2003) Scribner, ISBN 0-7432-2756-5
- Curious Lives: Adventures from the Ferret Chronicles (2005) Hampton Roads Publishing Company, ISBN 1-57174-457-6

Boken Curious Lives är en samling som utgörs av de fem Ferret Chronicles men med titlarna utbytta.
- Flying: The Aviation Trilogy (2003) Scribner, ISBN 0-7432-4747-7, Collected edition containing
  - Stranger to the Ground
  - Biplane
  - Nothing by Chance
- Messiah's Handbook: Reminders for the Advanced Soul (2004), ISBN 1-57174-421-5
- Hypnotizing Maria (2009), ISBN 1-57174-623-4